# Ronny Minkwitz
Ronny Minkwitz (* 8. Dezember 1993 in Duisburg) ist ein deutscher ehemaliger Fußballspieler.

## Sportlicher Werdegang
Ronny Minkwitz begann das Fußballspielen in seinem Wohnort Ostfildern beim TB Ruit und dem TV Nellingen. Danach folgte ein Wechsel in die Jugend des VfB Stuttgart. Über die Jugend des VfB Stuttgart zog es den Mittelfeldspieler nach England zum Londoner Klub Fulham FC, wo er in der U-18 und U-21 spielte. 2012 gewann die U-18 des Fulham FC die englische Meisterschaft mit Ronny Minkwitz als Kapitän. 2014 folgte dann ein Wechsel in die Schweiz zum Zweitligisten FC Wohlen, dessen Trikot Minkwitz drei Spielzeiten trug. Zwischen 2017 und 2019 stand Minkwitz beim FC Muri unter Vertrag, bevor er im Sommer 2019 zum FC Wohlen zurückkehrte.